# اتو کاریوس
اتو کاریوس (به آلمانی: Otto Carius) رور ۲۷ مه ۱۹۲۲ در۰ تسوایبروکن آلمان به دنیا آمد. کاریوس در ۱۹۴۰ به نیروی زمینی آلمان پیوست. پس از طی دوره‌های آموزشی به قوای زرهی ورماخت پیوست. عضو گردان ۷ زرهی ذخیره بود و به فراگیری اجزا و قطعات سخت‌افزار تانک در پادگان هلشتاین مشغول شد. سال ۱۹۴۱ در عملیات بارباروسا به عنوان توپچی تانک در لشکر سی و هشتم زرهی به خدمت پرداخت. در سال ۱۹۴۳ کاریوس به گردان ۵۰۲ سنگین زرهی منتقل شد. با این گردان در نبرد لنینگراد شرکت کرد و در آن زخمی شد. سال ۱۹۴۳ نشان صلیب شوالیه صلیب آهنین به او اهدا گردید. پس از جنگ وی یک داروخانه در ایالت راینلند افتتاح نمود و همچنین کتابی به نام «ببر در گِل» نگاشت که دربارهٔ تجربیات جنگی خود اوست.